# Воденска тепавица
Воденската тепавица (на гръцки: Μπατάνι Έδεσσας) е историческа производствена сграда, тепавица, в град Воден, Гърция.
Сградата е разположена на улица „Архиеревс Мелетиос“ № 67, в традиционния квартал Вароша. Собственици на имота са братя Г. Тонас, братя Г. Кюцукас, Д. Скопис и други.
В 1988 година като пример за традиционната производствена архитектура тепавицата е обявена за паметник на културата.